# Bogota (szczyt)
Bogota – szczyt górski w Górach Tokajsko-Slańskich we wschodniej Słowacji. 856 m n.p.m. Zalesiony.
Przez szczyt nie biegnie żaden znakowany szlak turystyczny. Pod szczytem biegnie szlak czerwony Ruská Nová Ves – Tri Chotáre – przełęcz Červená mlaka – przełęcz Grimov laz – Makovica – Mošník – Przełęcz Herlańska – Lazy – Przełęcz Slańska – Slanec.